# 利特克冰原島峰
67°36′S 51°40′E / 67.600°S 51.667°E
利特克冰原島峰是南極洲的冰原島峰，位於恩德比地，處於斯科特山脈以東19公里，以蘇聯的破冰船命名，現時由南極條約體系管理。